# Vsevolod Mikhaïlovitch Sibirtsev
Vsevolod Mikhaïlovitch Sibirtsev (en russe : Все́волод Миха́йлович Сиби́рцев), né le 18 juillet 1883 (30 juillet dans le calendrier grégorien) à Saint-Pétersbourg (Empire russe) et mort le 28 ou 29 mai 1920 à la gare de Mouriavov-Amourski (république d'Extrême-Orient), est un révolutionnaire russe, participant à la guerre civile russe de 1918 à sa mort. Il agit principalement en Extrême-Orient russe, et meurt après avoir été arrêté par les Japonais aux côtés de Sergueï Lazo et Alexeï Nikolaïevitch Loutski.

## Biographie

### Naissances, études et révolution d'Octobre
Vsevolod naît le 18 juillet 1883 (30 juillet dans le calendrier grégorien) dans la ville de Saint-Pétersbourg dans ce qui était alors l'Empire russe. Son père est Mikhaïl Iakovlevitch Sibirtsev et sa mère est Maria Vladimirovna Kunz. Sa mère est fille d'un allemand russifié. Il a un frère ; Igor Mikhaïlovitch Sibirtsev, et une sœur, Veronika Mikhaïlovna Sibirtseva. Il adhère au RKP (b) en 1913, et la même année il étudie à l'Institut polytechnique de Saint-Pétersbourg, à l'école des cadets, dont il obtient son diplôme d'ingénieur militaire en 1917. En 1917, il fut envoyé dans la 12e armée. Il était membre du comité régimentaire des soldats, dont il était délégué aux 1er et 2e Congrès panrusse des soviets. Il participe à la révolution d'Octobre à Petrograd, puis travailla à la Commission militaire du Soviet de Petrograd.

### Guerre civile au Primorié et mort
En janvier 1918, alors que la guerre civile russe a débuté, il se rend à Vladivostok sur instruction du parti, et en mars, il a été élu secrétaire du comité exécutif du Soviet de Vladivostok. À la fin de juin 1918, avec d'autres membres du soviet vladivostokien, il fut arrêté par les légions tchécoslovaques, et il est emprisonné par celles-ci dans un camp de concentration. En août 1919, il s'évada du camp, et devint rédacteur en chef du journal bolchevique illégal régional « Communiste ». Il mena des activités partisanes et politiques dans les détachements partisans de la région. En 1920, il fut élu au Conseil militaire du gouvernement provisoire du gouvernement régional de Zemstvo du Primorié.
Le 5 avril 1920, lors d'une opération militaire des Japonais (la région est alors sous interventionnisme japonais), il est arrêté aux côtés des autres figures communistes régionales Sergueï Lazo et Alexeï Nikolaïevitch Loutski. Il aurait été brûlé dans le four de la locomotive El-629 à la gare de Mouriavov-Amourski (république d'Extrême-Orient, près de Lessozavodsk au Primorié) à la fin mai 1920.

## Hommage
En son honneur, les noms de plusieurs lieux du Primorié lui ont été donné : la gare et le village de Sibirtsevo du raïon de Tchernigovka du kraï de Primorié et la base flottante de conserves de poisson Vsevolod Sibirtsev, ainsi qu'un certain nombre de rues dans les localités du Primorié.

Monuments dédiés à Sergueï Lazo :
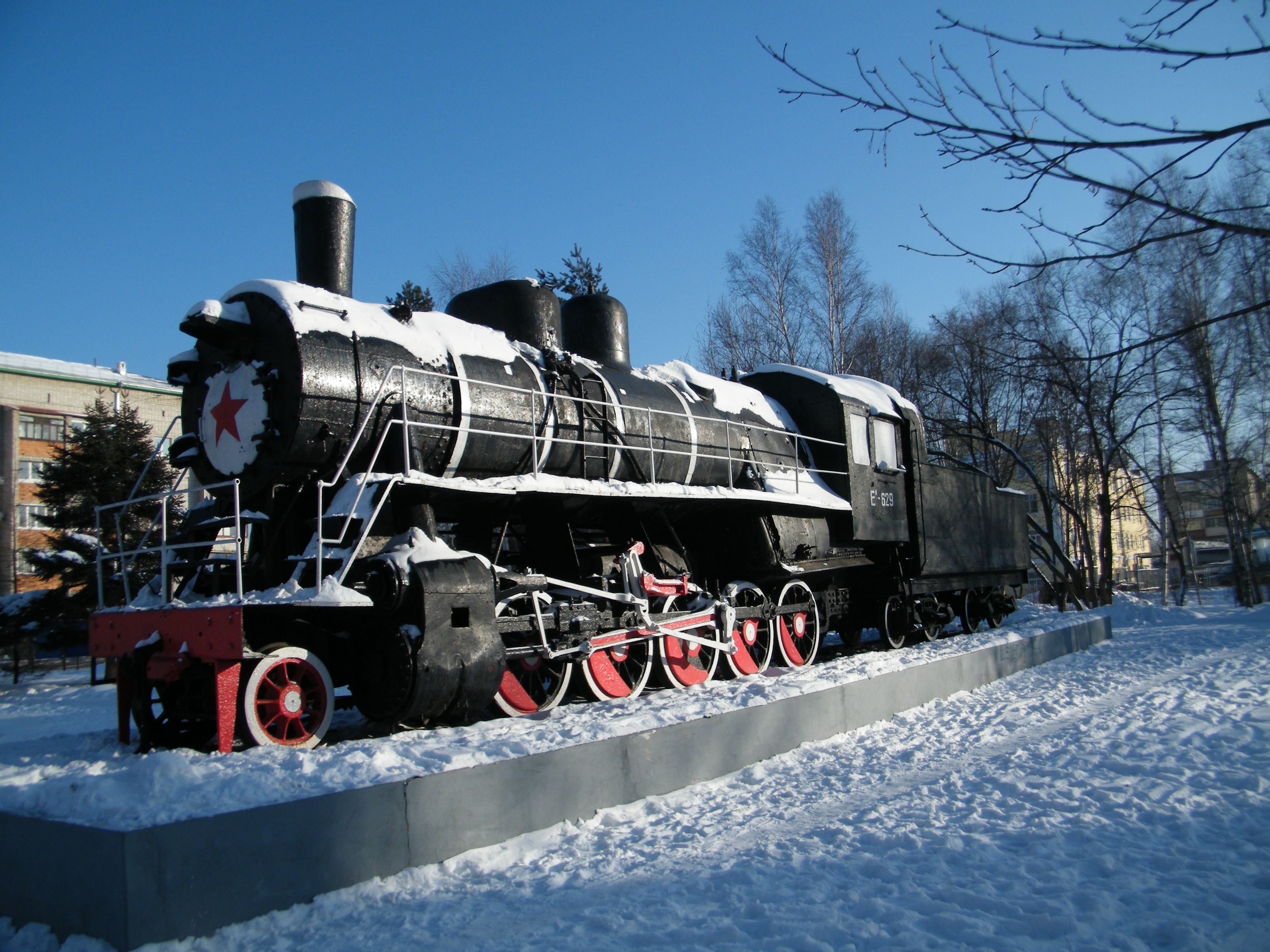
Locomotive El-629 où il serait mort, exposée à la gare d'Oussouriïsk.
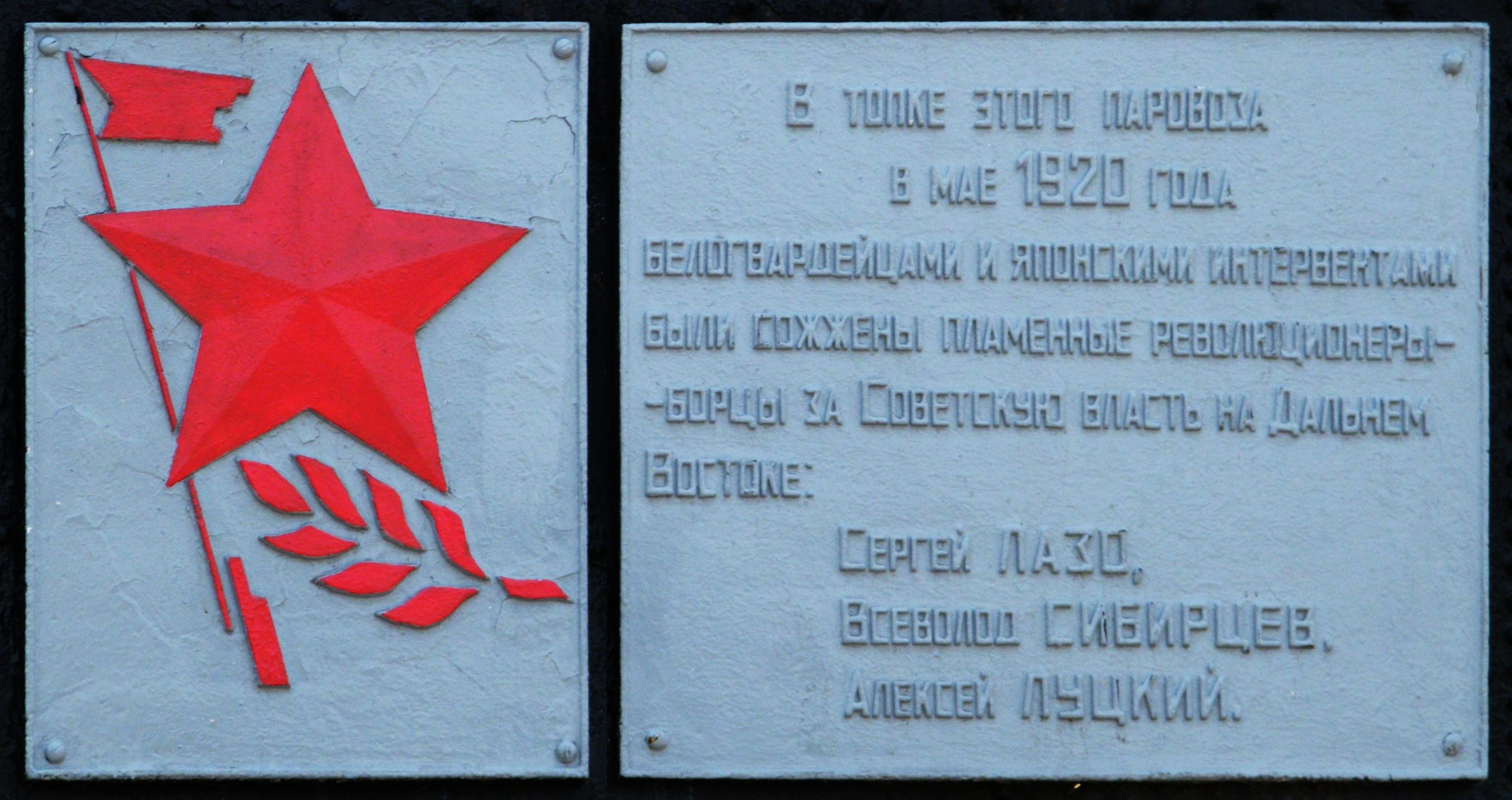
Plaque commémorative sur la locomotive à vapeur El−629.
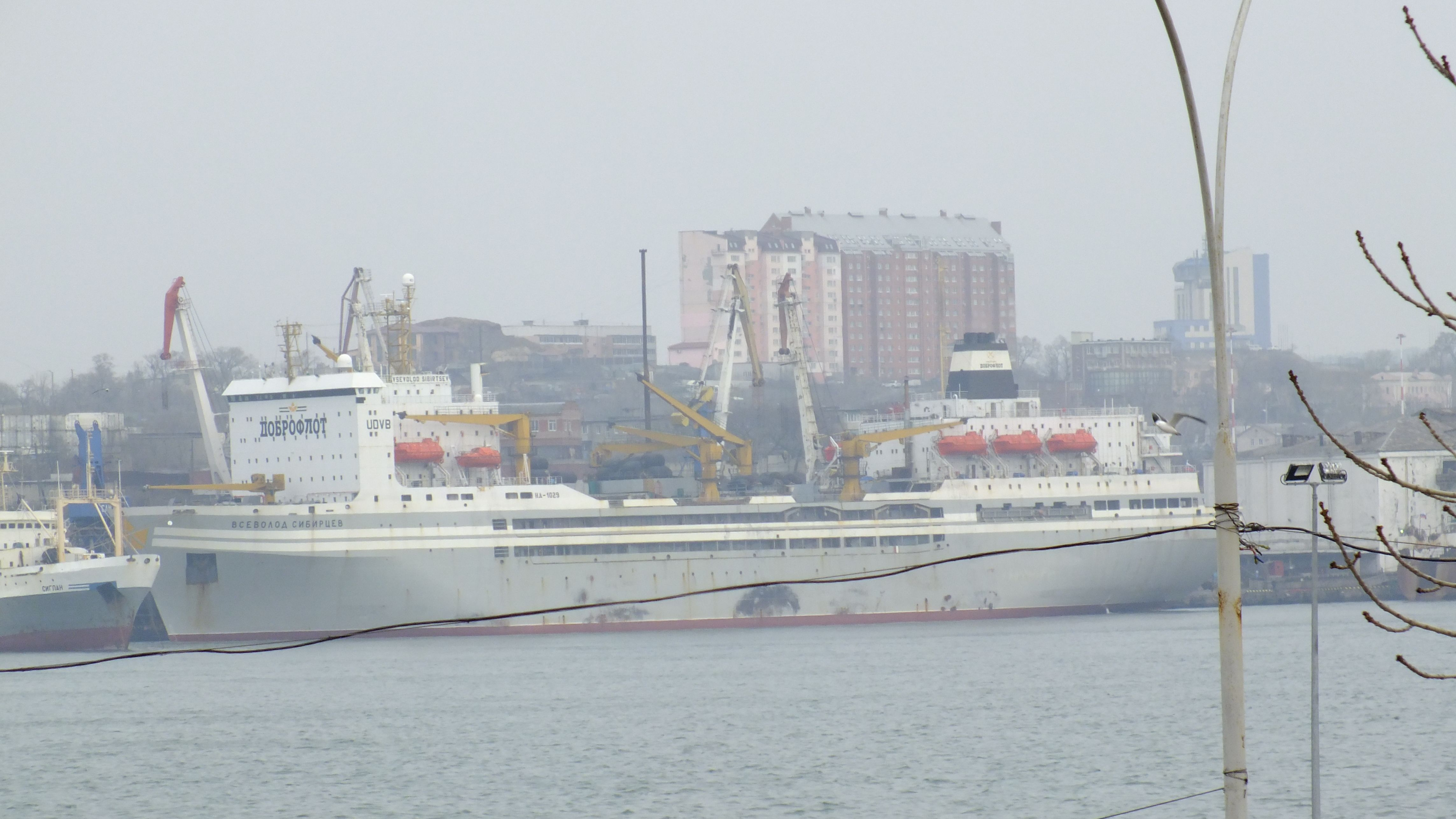
Le Vsevolod Sibirtsev.

## Au cinéma
- Film « Sergueï Lazo » (1968). Dans le rôle de Sibirtsev - Vladimir Zaïtchouk .
- Film  « Vladivostok, année 1918 » (1982). Dans le rôle de Sibirtsev - Andreï Rostotski
- Film « La vie et l'immortalité de Sergueï Lazo » (1985). Vladimir Chouranov joue le rôle de Sibirtsev.